# لانزنکیرشن
لانزنکیرشن (به آلمانی: Lanzenkirchen) یک منطقهٔ مسکونی در اتریش است که در ناحیه وینر نوی‌اشتات-لاند واقع شده‌است. لانزنکیرشن ۲۹٫۸۰ کیلومتر مربع مساحت دارد ۲۹۸ متر بالاتر از سطح دریا واقع شده‌است.